# Basantapur (Rupandehi)
Basantapur (nepalski: बसन्तपुर) – gaun wikas samiti w zachodniej części Nepalu w strefie Lumbini w dystrykcie Rupandehi. Według nepalskiego spisu powszechnego z 2001 roku liczył on 946 gospodarstw domowych i 6631 mieszkańców (3227 kobiet i 3404 mężczyzn).